# 빌라 산 미켈레

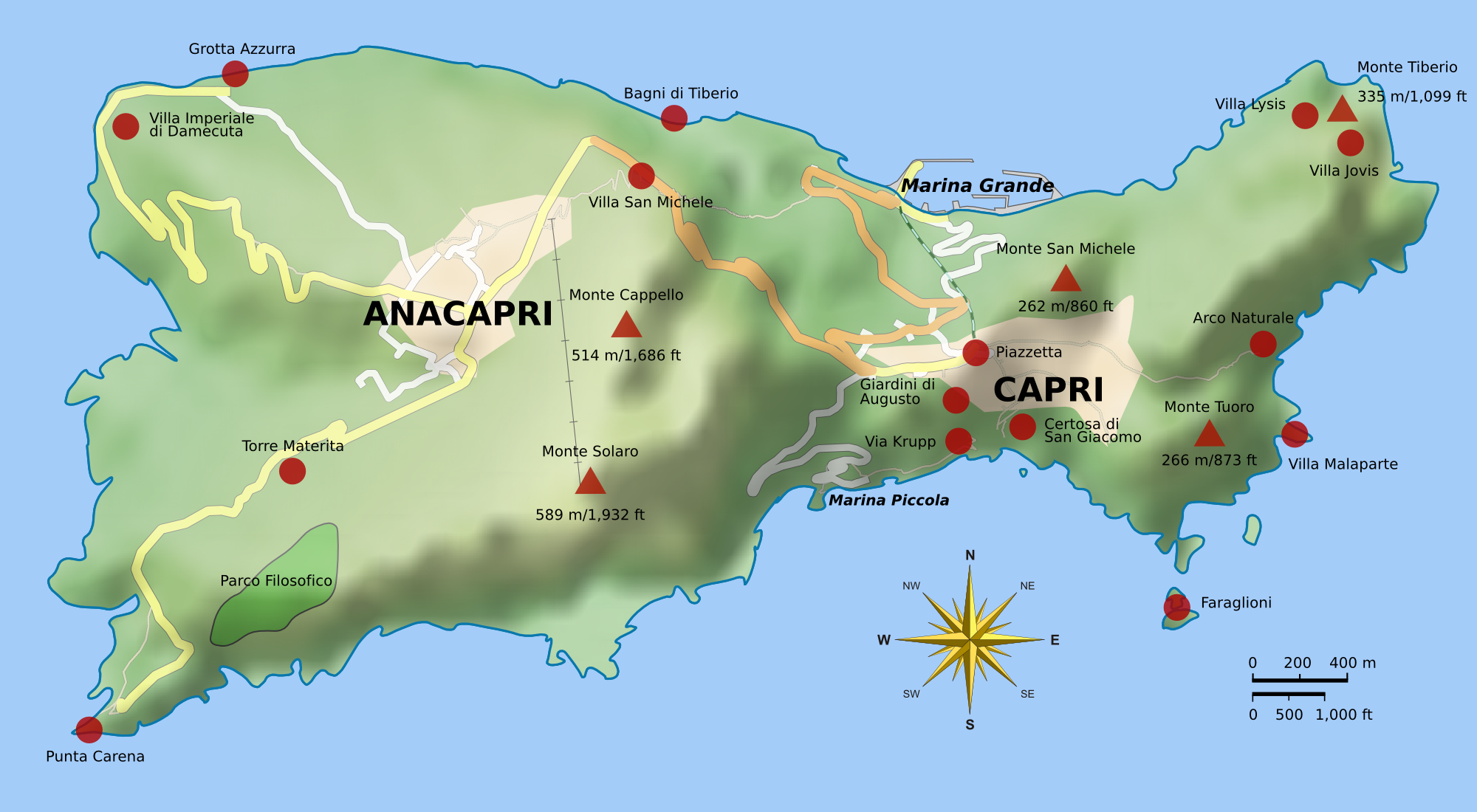
아나카프리에서 빌라 산 미켈레 지도속 위치

빌라 산 미켈레는 20세기 이탈리아 카프리섬에 스웨덴의 의사인 악셀 문테가 로마 황제 티베리우스의 저택 폐허 위에 지은 건물이다.  이곳 정원에서 카프리의 마을과 조그만한 정박지, 소렌토 반도와 베수비오 산이 보인다.
산 미켈레의 정원은 고대 이집트와 그리스 로마의 다양한 유물들과 예술작품들로 꾸며져 있다. 지금은 그란디 자르디니 이탈리아니의 일부를 형성했다.
이 빌라에 대한 이야기는 1929년에 발행한 문테 박사가 쓴 산 미켈레 이야기에 있다. 그 책은 지금까지 계속 재발행되고 있다.

## 사진

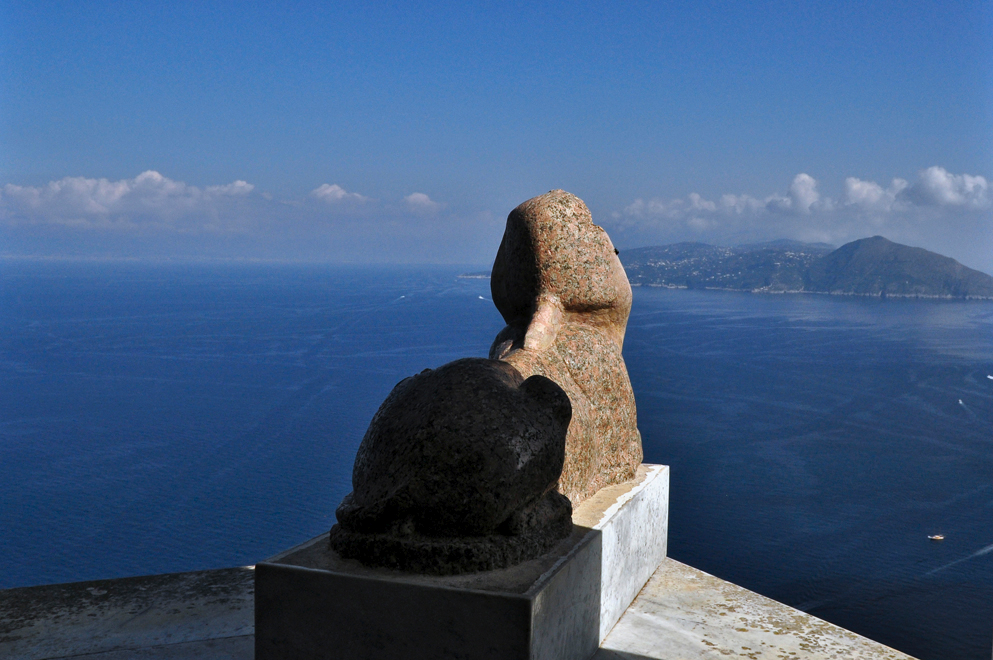
스핑크스
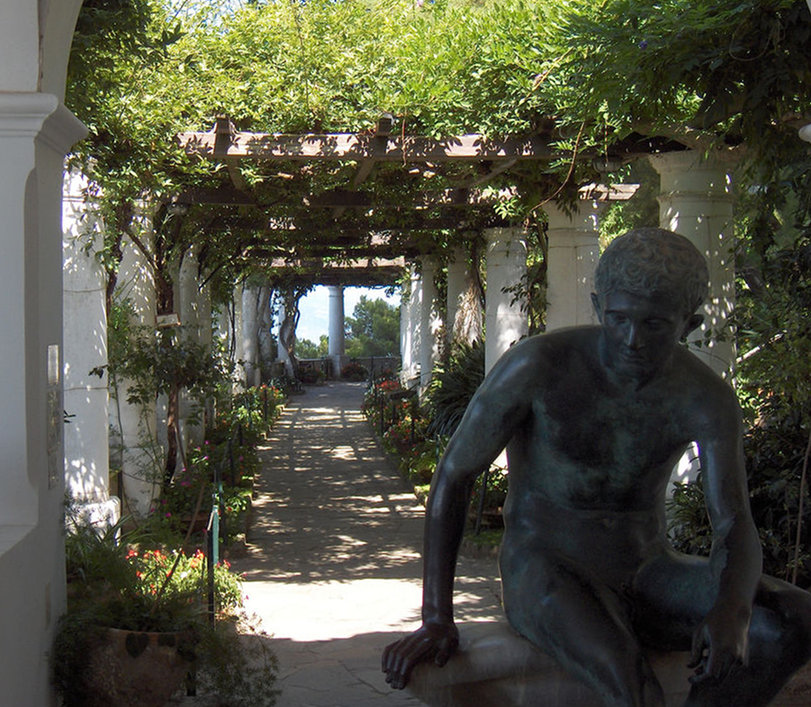
로지아와 로마 조각상
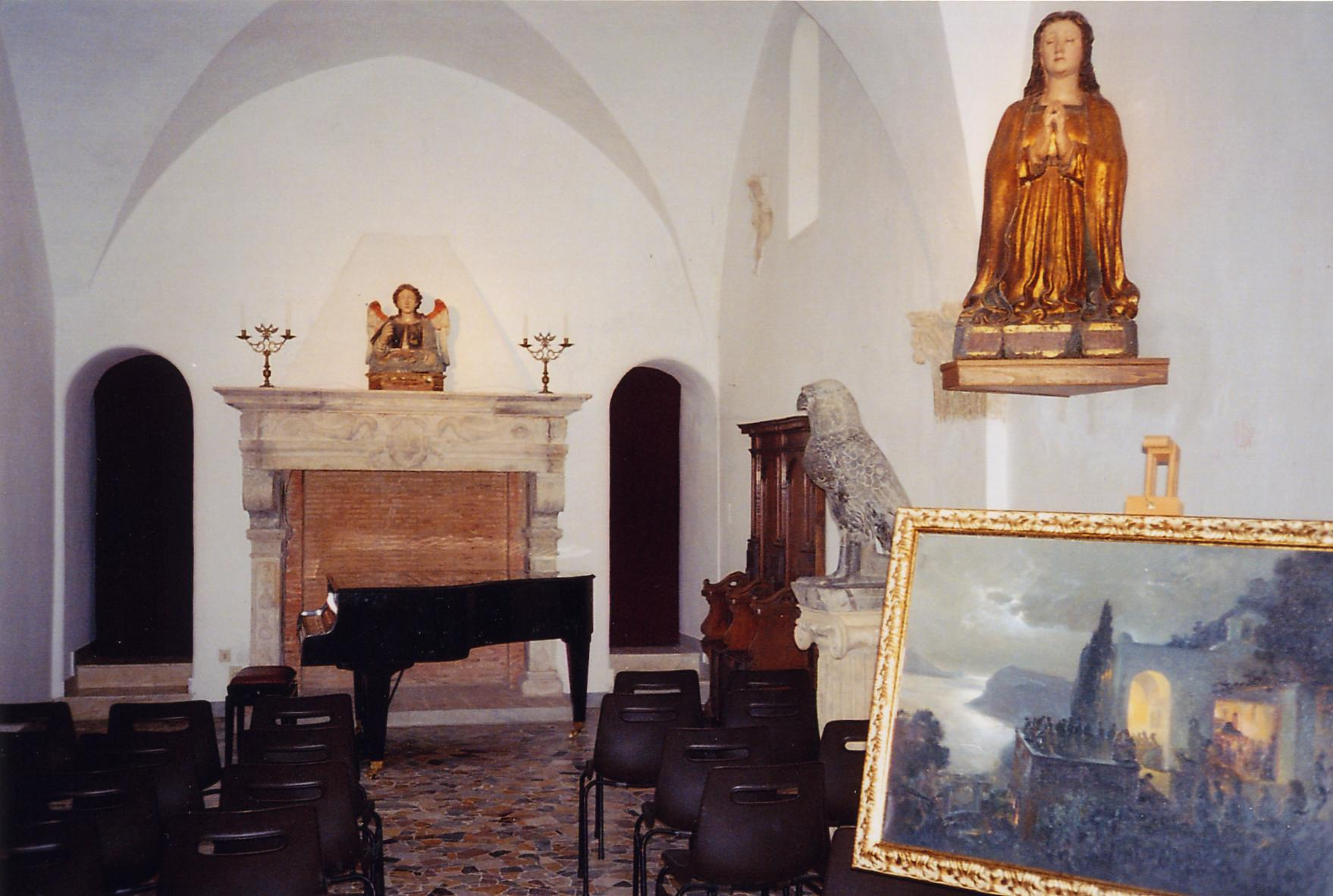
예배실
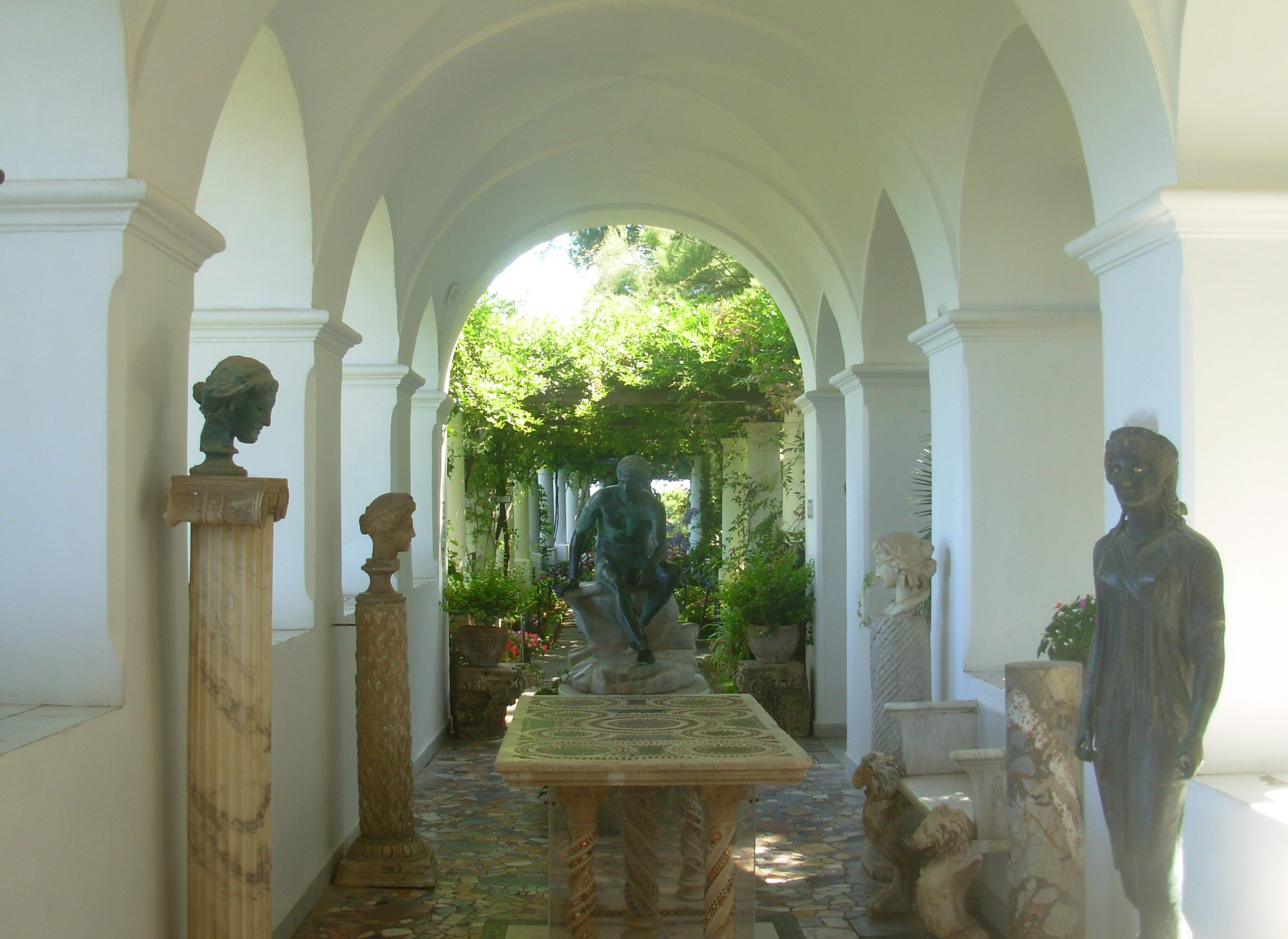
조각상을 통한 인테리어
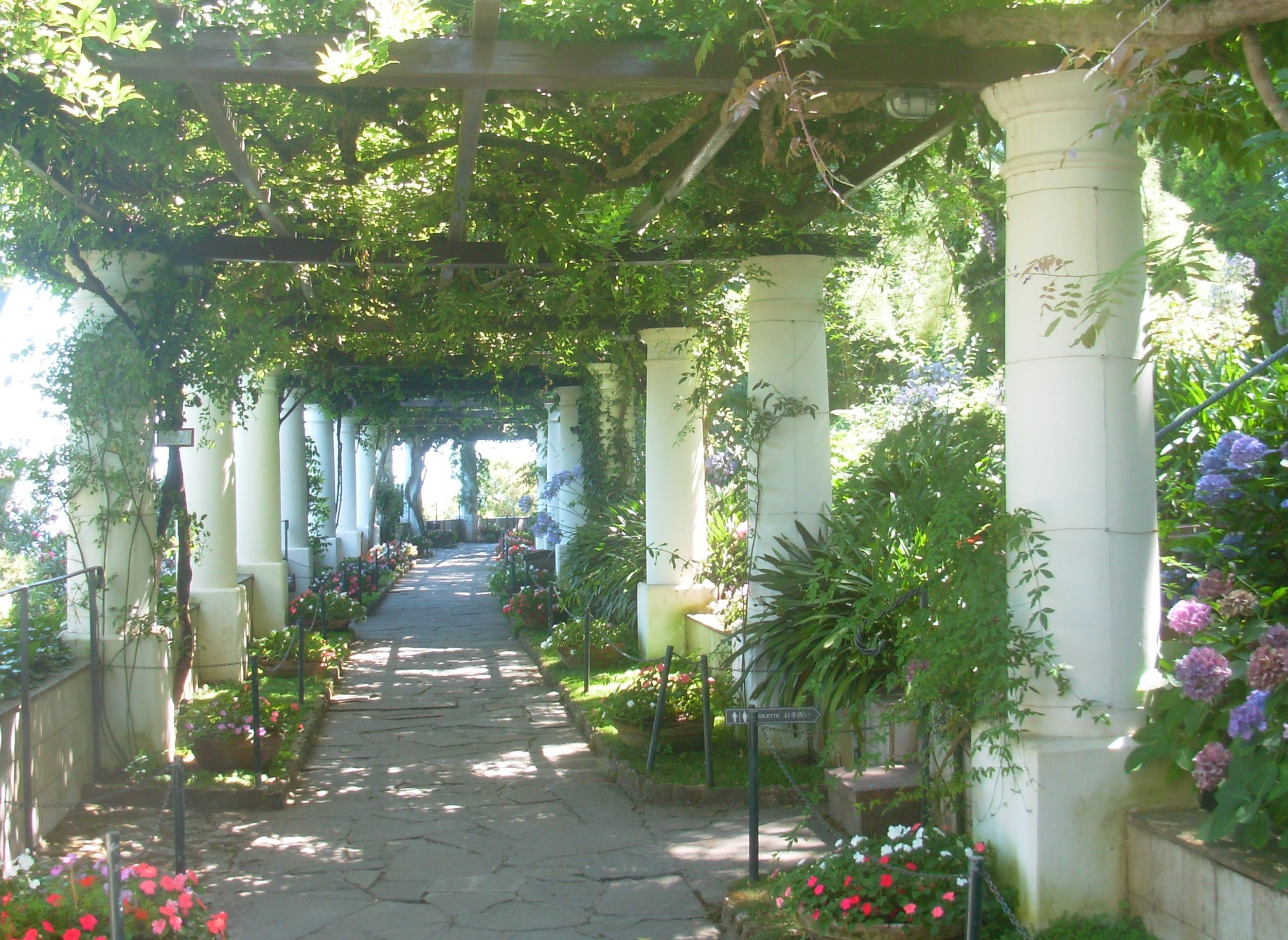
로지아
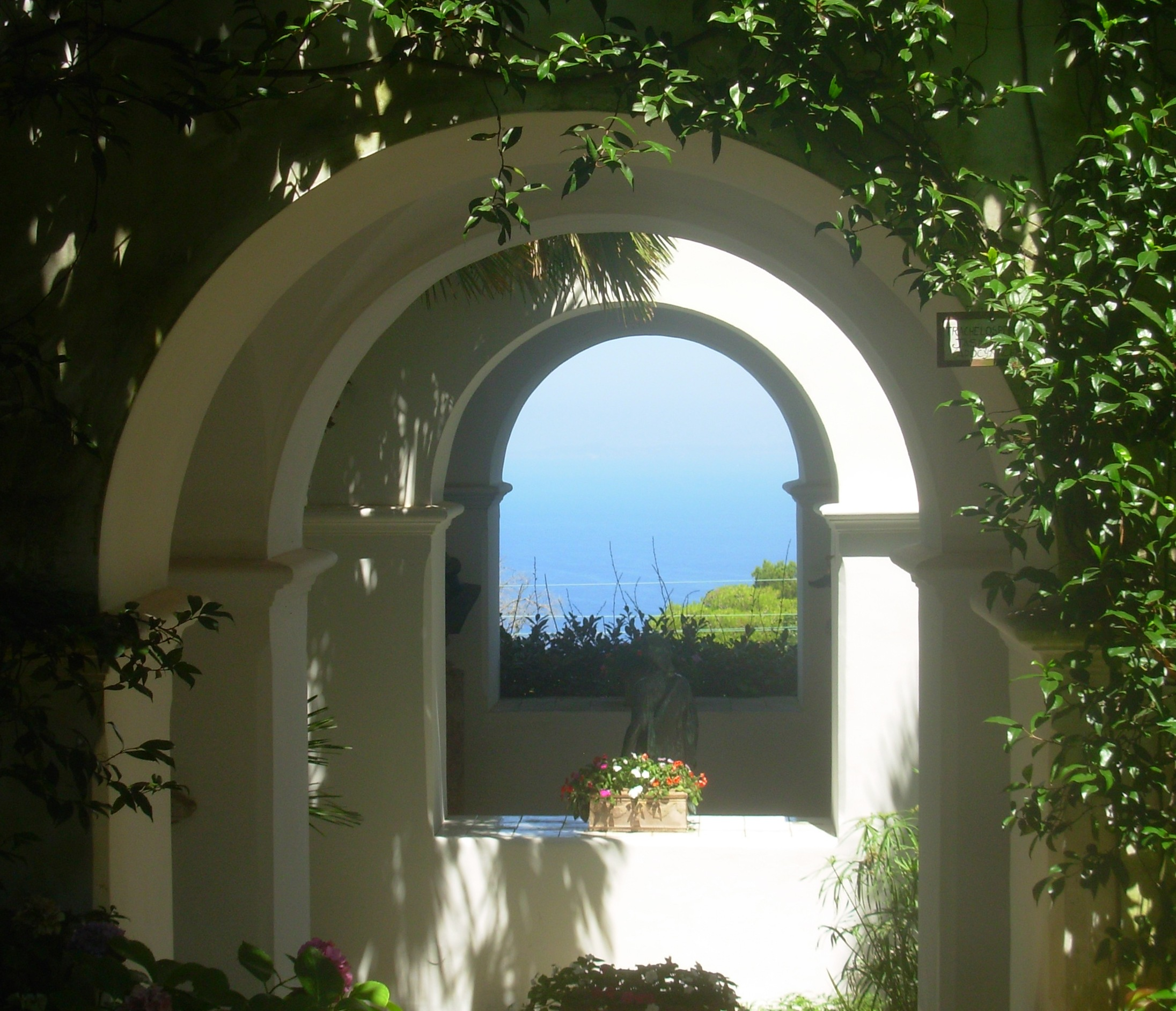
빌라 산 미켈레에서 본 바다 풍경